# 1997 XN
1997 XN är en asteroid i huvudbältet som upptäcktes den 3 december 1997 av den japanska astronomen Takao Kobayashi vid Ōizumi-observatoriet.
Asteroiden har en diameter på ungefär 5 kilometer.